# Дерен, Гюстав
Гюстав Дерен (фр. Gustave Dhérin; 1887—1964) — французский фаготист и музыкальный педагог.
Профессор Парижской консерватории (1934—1957), автор ряда учебных пособий, в том числе составитель сборника соло для фагота в серии «Трудные отрывки из симфонических и оперных сочинений, для всех инструментов» (фр. Traits difficiles tirés d’œuvres symphoniques et dramatiques pour tous les instruments; 4 выпуска, 1944—1948). Среди учеников Дерена были сменивший его на посту профессора Морис Аллар и Ноэль Дево.
Среди записей Дерена — Трио для гобоя, фагота и фортепиано Франсиса Пуленка (с автором в партии фортепиано), «Вращение» Габриэля Пьерне (ансамбль солистов и Оркестр Колонна под управлением автора), Октет Игоря Стравинского (под руководством автора, среди других участников — Марсель Моиз). Дерену посвящены «Сарабанда и шествие» Анри Дютийё (1942) и Сонатина для фагота и фортепиано Александра Тансмана (1952).